# Parque nacional de Ordesa y Monte Perdido
El parque nacional de Ordesa y Monte Perdido es un espacio natural protegido español ubicado en el Pirineo oscense, íntegramente en la comarca del Sobrarbe, situada en la provincia aragonesa de Huesca. Su superficie se reparte entre los términos municipales de Broto, Bielsa, Fanlo, Puértolas, Tella-Sin y Torla-Ordesa. Recibe una media de más de 600 000 visitantes al año.
Su superficie ocupa 15 608 ha y la zona de protección periférica cuenta con 19 679 ha. Su altitud oscila entre los 700 m s. n. m. en el río Bellós y los 3348 m s. n. m. del Monte Perdido.
Es el segundo parque nacional más antiguo de España tras ser declarado el 16 de agosto de 1918 mediante el Real Decreto 16-08-1918 con el nombre de «Valle de Ordesa». Con 598 950 visitantes anualmente (2015), el parque nacional de Ordesa y Monte Perdido es el séptimo parque nacional de España en número de visitantes. El 13 de julio de 1982 se amplió y se reclasificó bajo el nombre actual.
Actualmente goza de diferentes figuras de protección aparte de la de parque nacional: en 1977 se declaró Reserva de la Biosfera, en 1988 Zona de Especial Protección para las Aves y en 1997 Patrimonio de la Humanidad por la Unesco. Es también Lugar de Importancia Comunitaria.

## Descripción

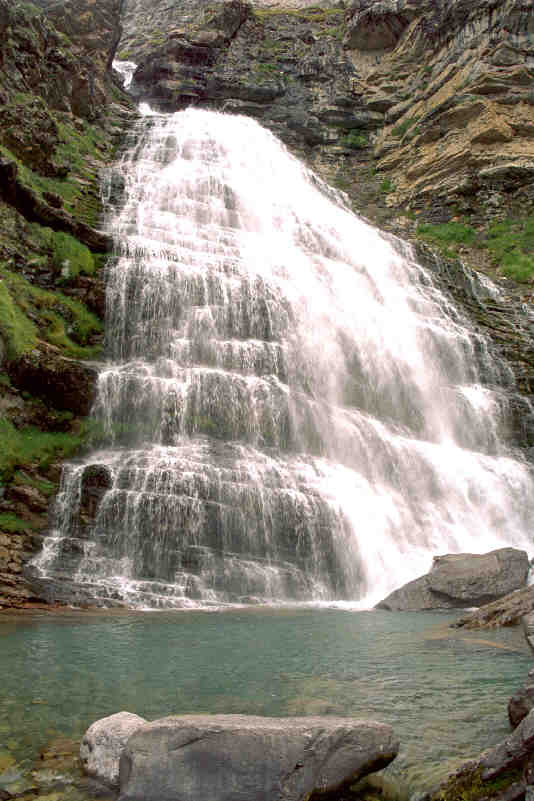
Cascada de Soaso, también conocida como Cola de Caballo.

La orografía del parque está dominada por el macizo de las Tres Sorores, Treserols, el macizo calcáreo más alto de Europa. Su mayor elevación es el Monte Perdido, del que en forma más o menos radial descienden una serie de impresionantes crestas montañosas y valles glaciares. El más característico y emblemático es el valle de Ordesa, recorrido por el río Arazas, origen del parque nacional, que se abre en dirección este-oeste, pero también destacan el cañón de Añisclo, surcado por el río Bellós, en dirección norte-sur, las gargantas de Escuaín, por donde pasa el río Yaga, en dirección sureste y el valle de Pineta, recorrido por el Cinca, en dirección este. Asimismo, aunque no pertenece a la zona central del parque pero si a su zona periférica, cabe destacar el valle de Bujaruelo en la zona oeste. Ya en territorio francés el valle y circo de Gavarnie, dentro del parque nacional de los Pirineos, otro circo glaciar que en su cabecera tiene la cascada más alta de Europa, con más de 400 metros de caída vertical.
La morfología básica del parque se debe a dos orogenias, pero principalmente al plegamiento y elevación alpina de la era Terciaria, posteriormente moldeada por la erosión glaciar durante la era Cuaternaria, dando lugar a una serie de circos y valles glaciares muy definidos, como el valle de Ordesa y el valle de Pineta. Hoy en día sigue existiendo un glaciar en la cara norte del Monte Perdido, aunque en retroceso. La mayor parte de la roca del parque nacional es caliza, lo que superpone a la más evidente y antigua erosión glaciar la transformación kárstica y fluvial del paisaje, con múltiples cuevas, cañones, simas, etc. Aquí hay que destacar el Cañón de Añisclo y las Gargantas de Escuaín, en los que aparecen circos glaciares en sus cabeceras, pero que posteriormente se encajonan en profundas gargantas.
Las zonas altas del parque (altitudes superiores a los 2000 m) son extremadamente áridas, ya que toda el agua procedente de precipitaciones es rápidamente recogida por el sistema kárstico. En cambio, los fondos de los valles están cubiertos con una exuberante vegetación en la que dominan las hayas y los abetos que van dejando paso al pino negro según se aumenta la altitud.
Muchos personajes han quedado prendados de estos parajes y han contribuido a su difusión. Lucien Briet, Lucas Mallada o Soler i Santaló contribuyeron a dar a conocer este lugar y a que fuera protegido. Lucas Mallada, en su libro Descripción física y geográfica de la provincia de Huesca, publicado en 1878, describe así el valle de Ordesa:

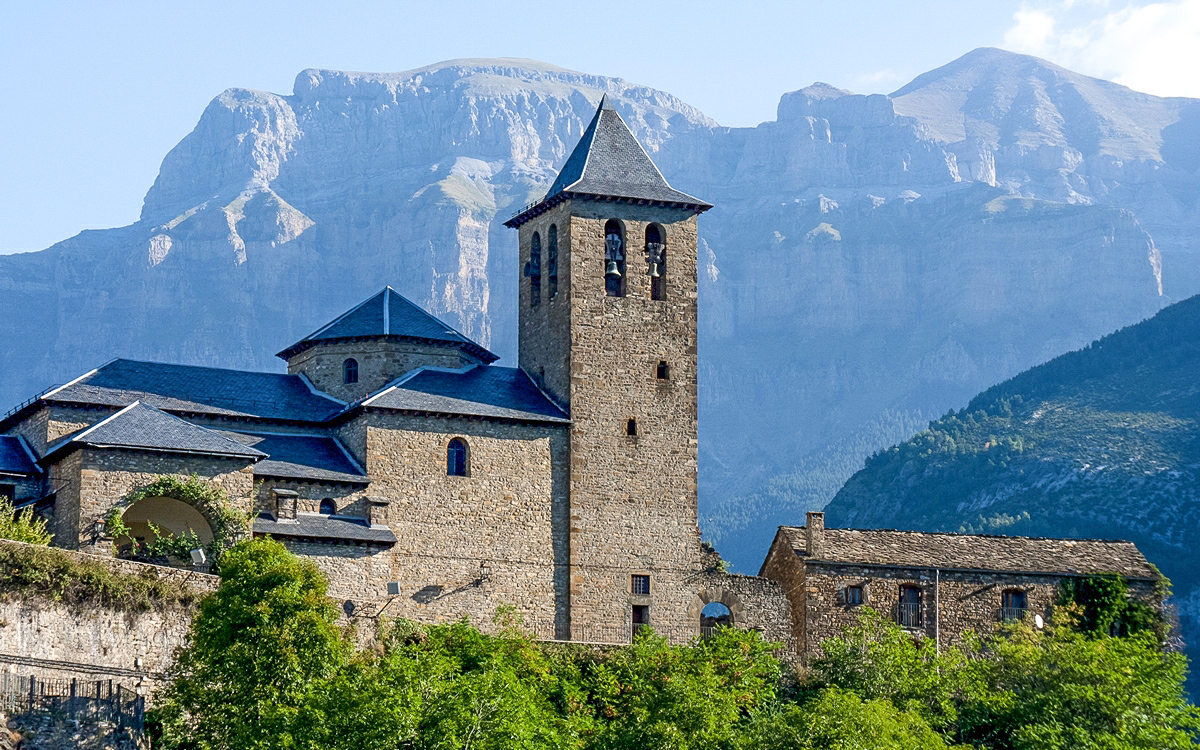
Vista del pueblo de Torla.

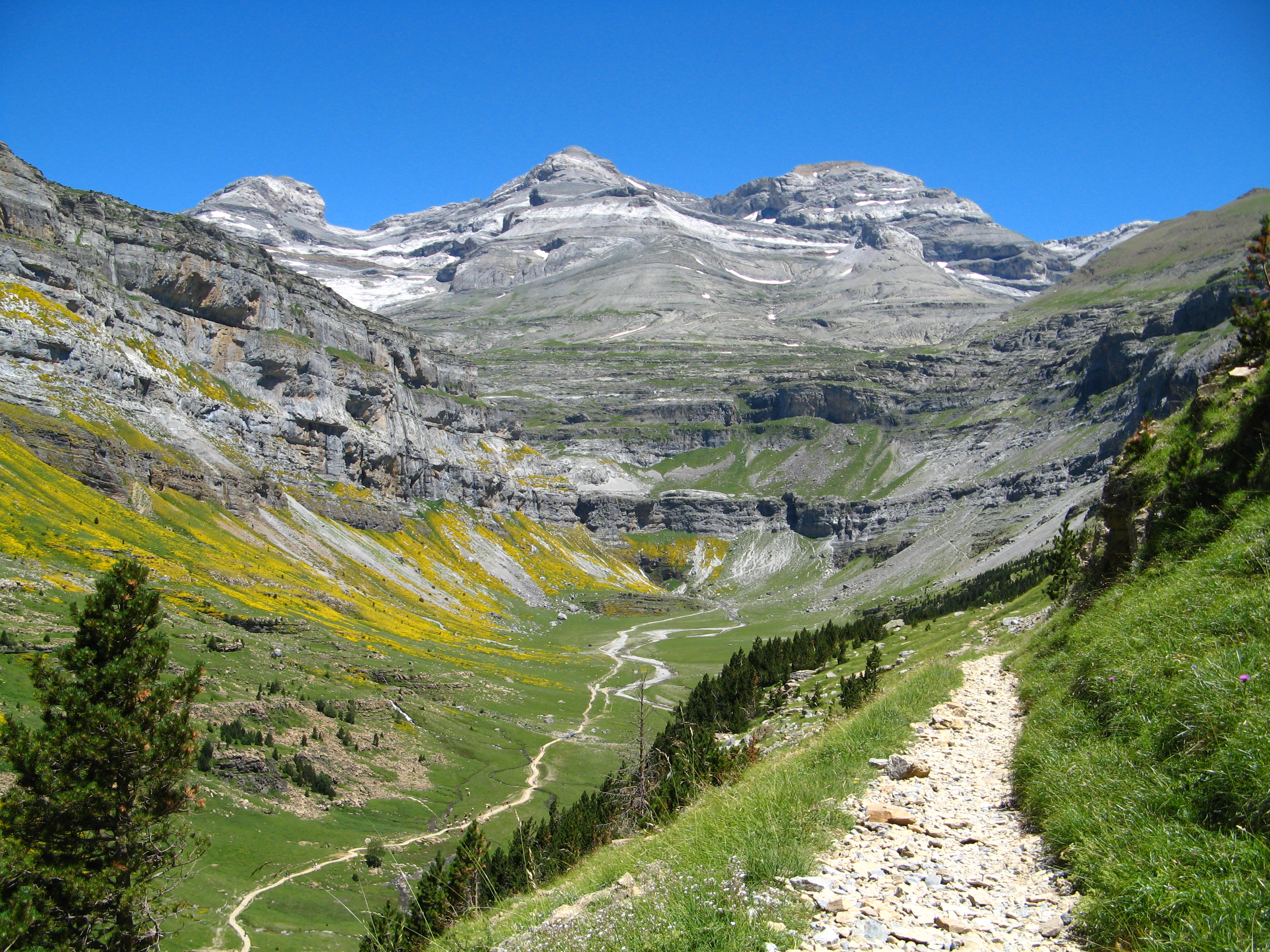
Circo glaciar de Soaso y macizo de Monte Perdido al fondo.

Se recogen las aguas entre la Brecha de Rolando por un lado y Tobacor y La Catuarta por el otro, en un sinuoso torrente cercado en el verano por manchas de nieve y relleno totalmente por ésta en el invierno. Da origen al Ordesa, que desde su comienzo se encauza en arco de círculo, entre escarpas y tajos a pico, al entrar en tan formidable garganta y antes de llegar a la mitad de su curso se derrama en 5 cascadas en escalinata. Pasa de 300 m la altura de los escarpes, que a modo de cuchillos y murallones le sujetan por la izquierda, y todavía son más altos los tajos verticales de la orilla opuesta en Mondarruego, que se dibuja desde el Mediodía en fajas horizontales de diversos colores y es dominado por la Cárquera frente a la Brecha. Ocupan el valle de Ordesa espesos bosques de hayas, pinos y pinabetes sobre su fondo, que se aplana y ensancha hasta tener algunos centenares de metros, y llega a sitios donde justifica el apodo de Paraíso de los Pirineos con que algunos le designaron. Frente a Cotatuero, por muy habituado que uno se halle a contemplar grandezas de la naturaleza, no puede menos de quedar absorto de tanta belleza reunida en un solo punto. El río serpentea mansamente a través de las selvas frondosas, regando praderas cuajadas de florecillas; y por una canal ancha, entre Tobacor y Mondarruego, baja a su derecha la cascada de Cotatuero, terminación de un torrente que al pie de la Brecha y la Falsa Brecha, surca una extensa planicie, tal vez la tierra de pastos más elevada de los Pirineos

## Clima
En general el clima es típicamente pirenaico, si bien la diferencia de altitud que va desde los 750 metros en la entrada del cañón de Añisclo hasta los 3355 metros del Monte Perdido y la orientación original de cada valle, hace que exista una enorme variedad climática que ha de destacar: las grandes variaciones de humedad y temperatura entre el día y la noche. Inversiones térmicas que se reflejan en él la distribución de los pisos de vegetación. Régimen variable de los vientos de valle y montaña.

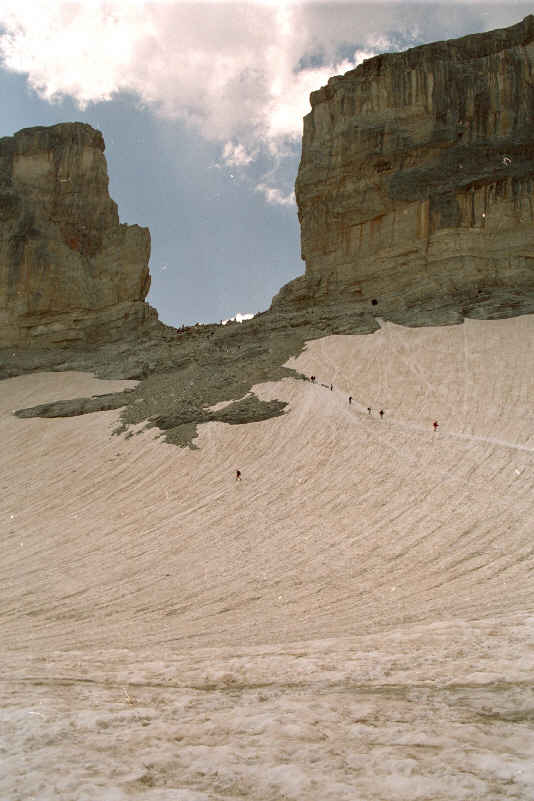
Brecha de Rolando desde el norte.

## Flora y vegetación

### Flora
La flora del parque consta de 1400 especies, lo que supone casi el 45 % de las plantas del Pirineo aragonés, de las que 83 son plantas exclusivas del Pirineo, es decir, la mitad de los endemismo de la cordillera. En los más de 30 picos de más de 3000 del territorio protegido y su periferia se pueden ver cerca de 100 especies, lo que supone las dos terceras partes de la flora alpina del Pirineo.
Una de las características principales del parque es la presencia de grandes superficies de acantilados y paredes, así como de gleras calizas, que albergan una gran cantidad de especies exclusivas (endémicas) del Pirineo, como Borderea pyrenaica, Campanula cochleariifolia, Ramonda myconi, Silene borderei, Androsace cylindrica, Pinguicula longifolia, Petrocoptis crassifolia, etc.
Uno de los primeros estudiosos de la flora de Ordesa ha sido Pedro Montserrat Recoder en compañía de Taurino Mariano Losa, en la década de 1940. No obstante en los últimos años se ha hecho un esfuerzo por actualizar los conocimientos sobre su flora y vegetación con la realización de varias tesis doctorales y la publicación de dos libros.
El parque nacional es una de las zonas piloto donde se realizan muestreos del  proyecto internacional de investigación GLORIA, de estudio a largo plazo de la flora alpina para evaluar los impactos del cambio climático sobre la biodiversidad de la alta montaña de la Tierra.

### Vegetación

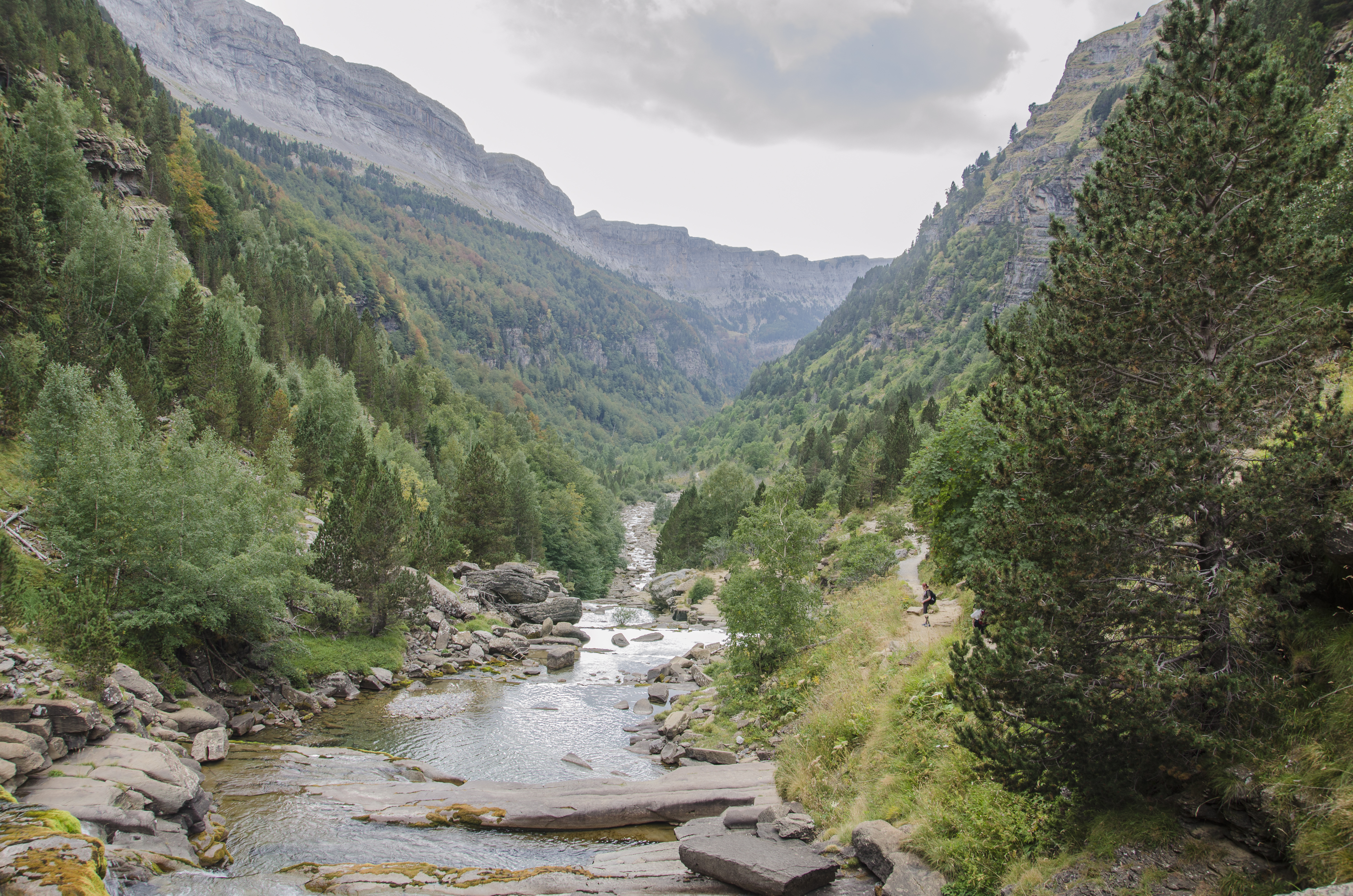
Vegetación del valle de Ordesa.

En el parque se produce una mezcla de influencias climáticas que da lugar a la aparición de distintas clases de comunidades vegetales. Así, tenemos desde vegetación mediterránea que penetra en las partes más bajas como en Añisclo o Escuaín, pasando por la submediterránea de los cresteríos pedregosos calizos y resecos por el viento, o los «pozos de oceaneidad» con presencia de plantas propias de ambientes más cercanos al Cantábrico, y finalizando con la vegetación de ambiente alpino de las altas cumbres.
Se han inventariado 112 especies vegetales, siendo las más diversificadas los pastos y los prados, seguidas de las que colonizan las rocas y las gleras y de los bosques. El 75 % de las comunidades vegetales son hábitats de importancia comunitaria, de los que cuatro son prioritarias para su conservación en la Unión Europea.
Los bosques ocupan apenas un 20 % de la extensión del parque. En el piso montano (800-1700 m de altura) se encuentran numerosos bosques de hayas (Fagus sylvatica), abeto blanco (Abies alba), pino silvestre (Pinus sylvestris), quejigo (Quercus subpyrenaica), tremolines (Populus tremula), con menor presencia de abedules (Betula pendula), fresnos (Fraxinus excelsior), sauces (Salix elaeagnos), avellanos (Corylus avellana) e incluso carrascas (Quercus rotundifolia) en la parte más baja, mientras que en la franja superior, hasta los 2000 m, domina el pino negro (Pinus uncinata). El sotobosque hasta los 1800 m está dominado por el boj (Buxus sempervirens).
En los pastos de altura (entre 2000 y 2700 metros) dominan las festuca (sobre todo Festuca nigrescens y Festuca gautieri subsp. scoparia) y es una de las mejores zonas del Pirineo para ver la famosa flo de nieu o 'flor de nieve' (Leontopodium alpinum), también conocida como edelweiss, que fue el símbolo del parque nacional y se encuentra protegida, como todas las especies vegetales del parque.

## Fauna

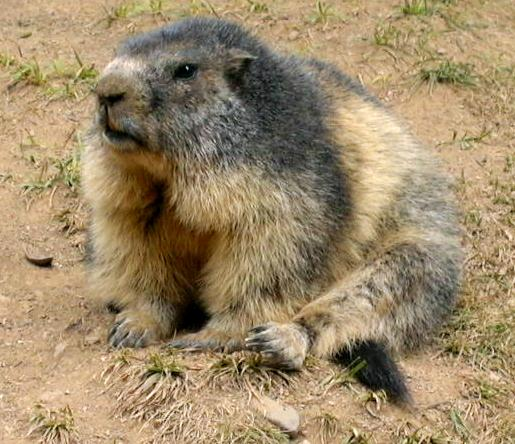
La marmota fue reintroducida durante el en el Pirineo francés.

El parque nacional de Ordesa y Monte Perdido acoge una variada fauna fruto de los diferentes hábitats que alberga y de su condición fronteriza entre la Europa Continental y la Mediterránea. Se han contabilizado 50 especies de mamíferos (1 extinta), 153 de aves (entre residentes y no residentes), 8 de anfibios, 19 de reptiles y 6 de peces (2 dentro del parque nacional y 4 en los límites de este).
El rebeco (llamado sarrio en aragonés) cuya población en el parque ronda los 700 ejemplares, que en los últimos años se ha reducido la población como consecuencia de las enfermedades provocadas por episodios de queratoconjuntivitis y pestivirus. El corzo que ha pasado de estar extinguido a nivel local a mediados del siglo XX a poseer una creciente población en la actualidad, la superpoblada presencia del jabalí junto con dos recién «recuperados» (o en vías de estarlo) como lo son el ciervo, que parece querer regresar en su evidente expansión pirenaica y el oso pardo, cuya diminuta población pirenaica (25-32 ejemplares) se ha dejado sentir en el interior de los sectores más salvajes del espacio protegido. A ello hay que añadir una enorme variedad de pequeños mamíferos (nutrias, zorros, ginetas, marmotas, gatos monteses, garduñas, lirones, tejones, ardillas, ratones de campo, hurones, topillos, musarañas, desmán de los Pirineos...).

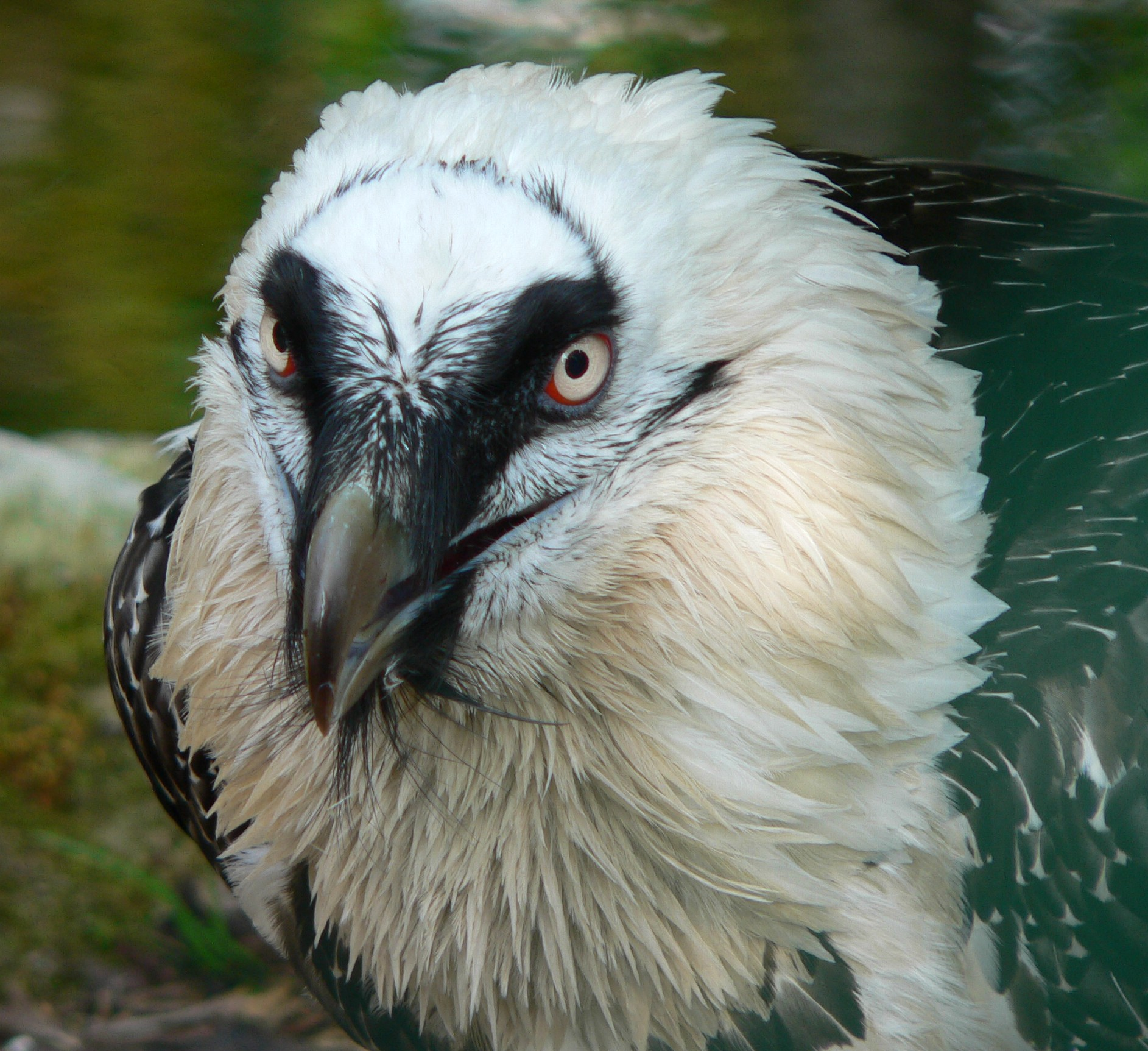
Quebrantahuesos, una de las especies más representativas del parque.

Desde el año 2014 se está reintroduciendo con éxito la cabra montés en el parque nacional de los Pirineos. En los años siguientes, algunos especímenes se han mudado al parque nacional de Ordesa, concretamente en la valle del  río Ara.
En lo referente a la avifauna, en los bosques del parque nacional se encuentran especies como el urogallo (con pequeñas poblaciones en su mayoría y para su bien desconocidas), la lechuza de Tengmalm (recientemente redescubierta), el pito negro, pito real, pico dorsiblanco, cárabo, autillo, chotacabras, chochín y treparriscos.
Los desfiladeros y áreas de alta montaña son hábitat del quebrantahuesos, una de las aves más grandes del planeta que ha encontrado en el Pirineo en general y en este valle en particular uno de sus postreros y más consolidados refugios. Está presente también el águila real, el depredador más considerable de los cielos del parque, el buitre leonado, ocasionalmente el buitre negro, el alimoche, milano real, milano negro, águila culebrera, todos ellos depredadores de la abundante marmota, de la perdiz pardilla o de la escasísima perdiz blanca, cuyas poblaciones en las zonas altas de Ordesa-Pineta apenas alcanza la veintena de ejemplares.
Entre los numerosos anfibios presentes destaca la rana pirenaica, endemismo del Pirineo descrito en la década de 1990 con ejemplares del parque, que vive en torrentes de agua limpia o el tritón pirenaico, indicador de la pureza de las aguas del parque.

## Explotación
El parque nacional se encuentra en la región eurosiberiana, en la provincia pirenaica. El sistema natural al que representa es el ligada a formaciones de erosión y rocas de origen sedimentario.
Los municipios integrados en el parque son Bielsa con un porcentaje de 11,68 %, Fanlo con un 52,95 %, Puértolas con un 15,84 %, Tella-Sin con un 4,68 % y Torla-Ordesa con el 14,83 %. La titularidad de las tierras se distribuye de la siguiente manera: un 93,7 % pública (un 4,7 % estatal y un 89 % municipal) y privada un 6,3 %.
Desde el 1 de julio de 2006, la gestión del parque corresponde en exclusiva a la comunidad autónoma de Aragón. El órgano gestor que se ocupa del parque es el Departamento de Agricultura, Ganadería y Medio Ambiente de la Diputación General de Aragón.

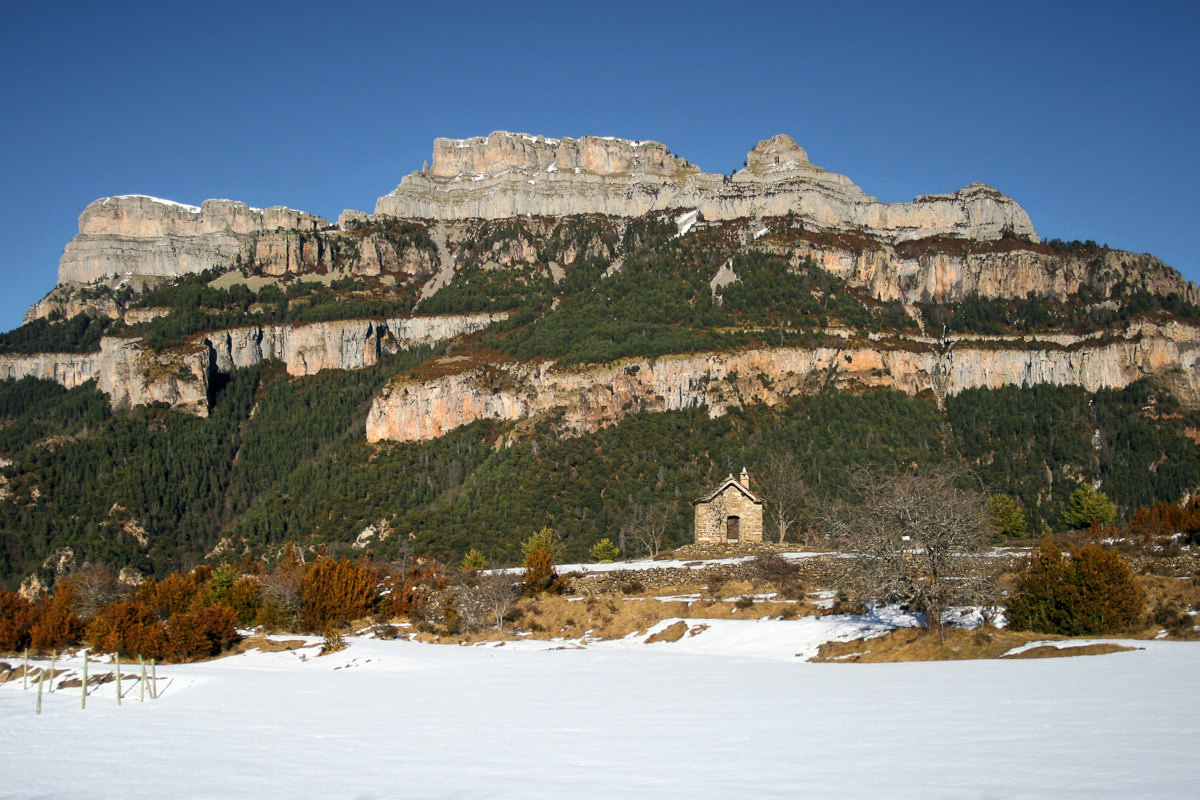
Borda.
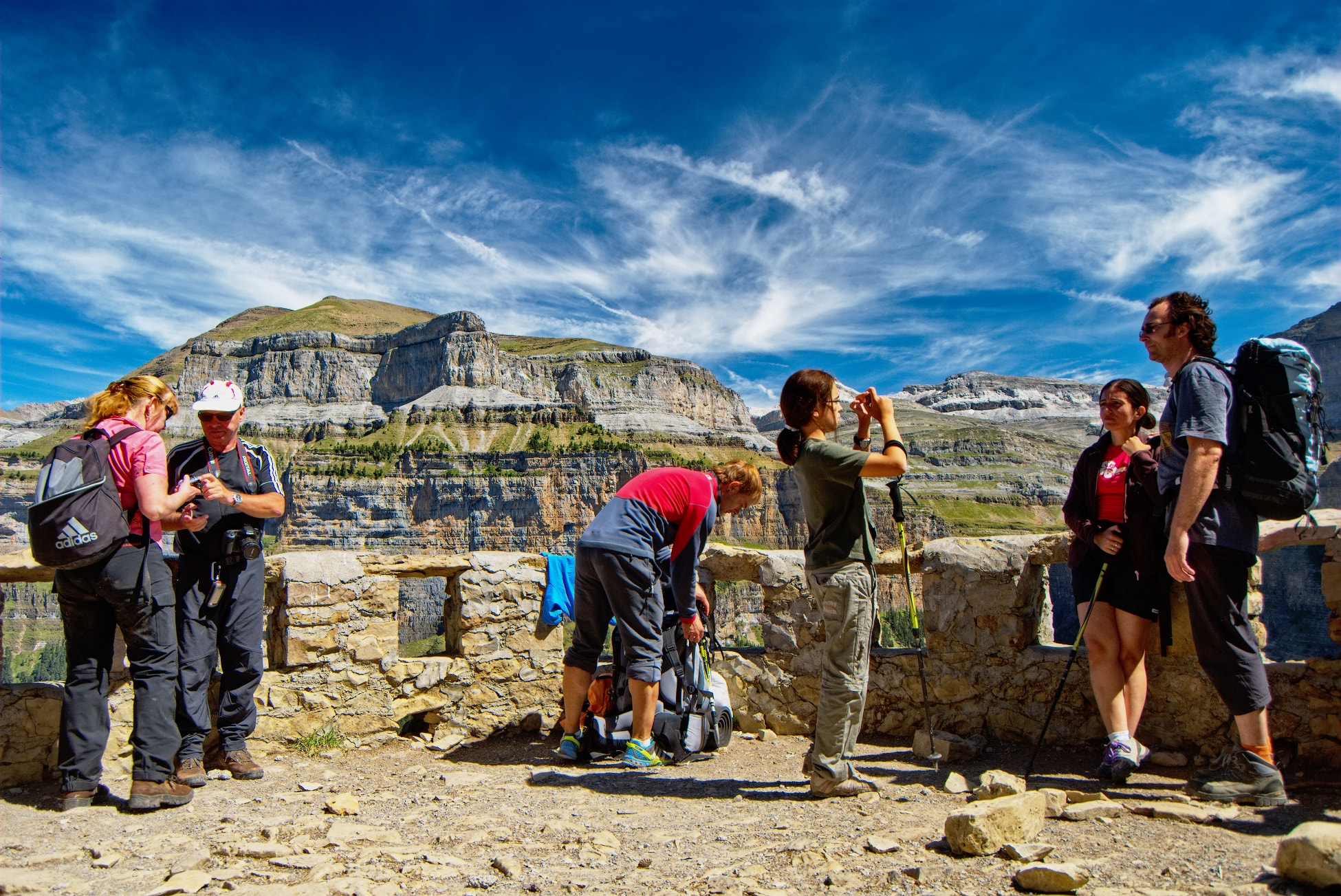
Mirador de Calcilarruego.
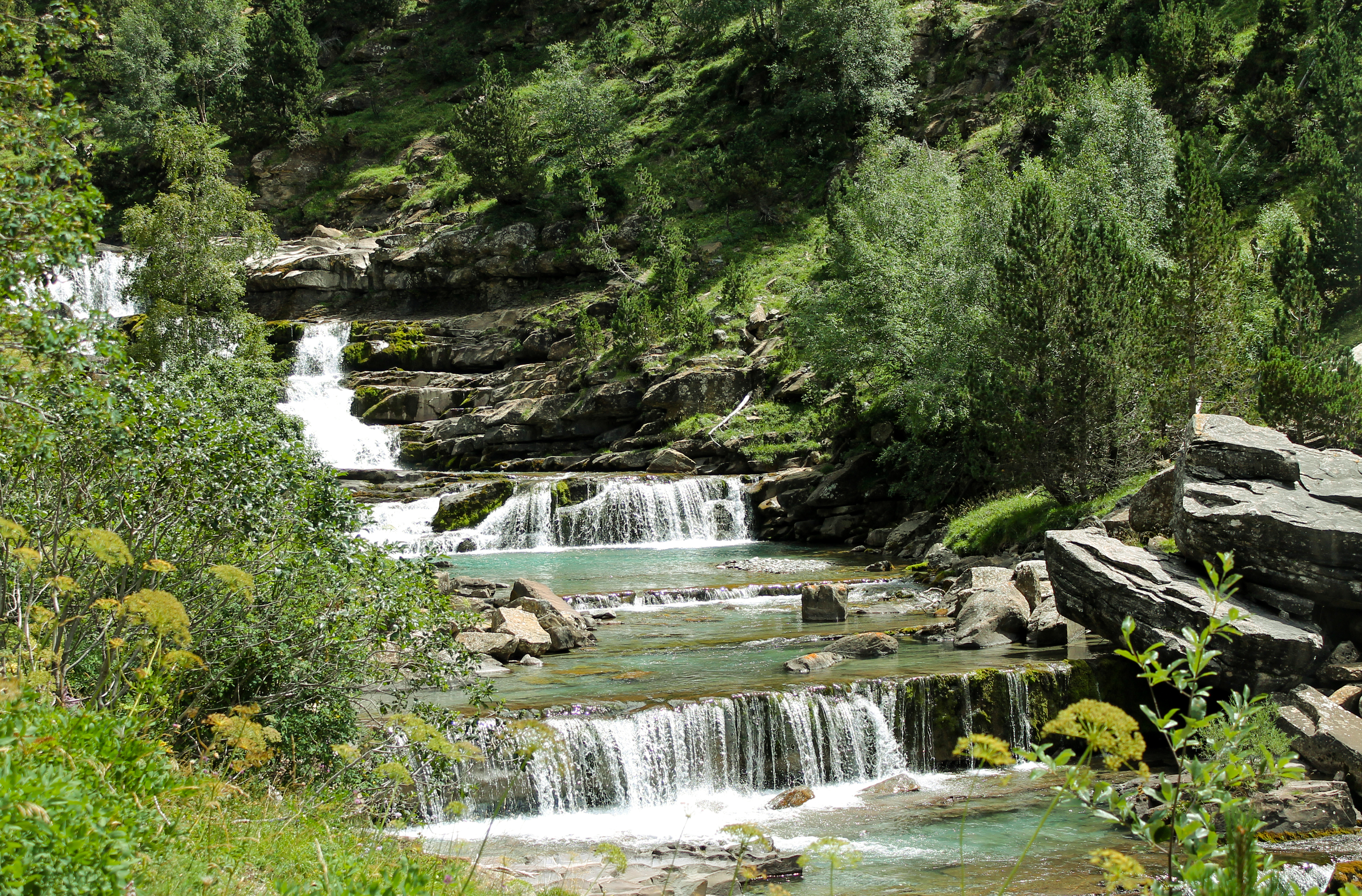
Río Arazas.
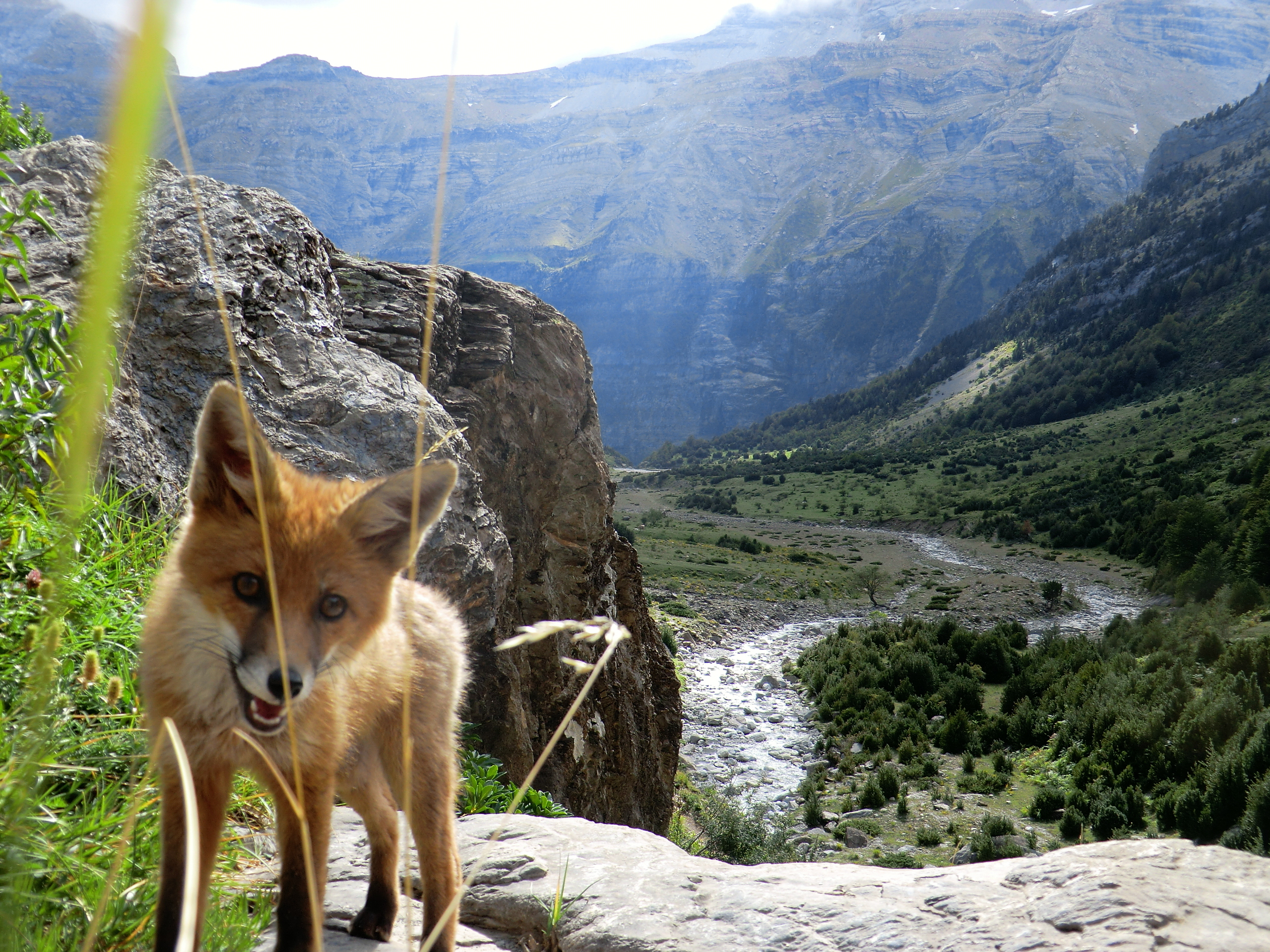
Zorro.
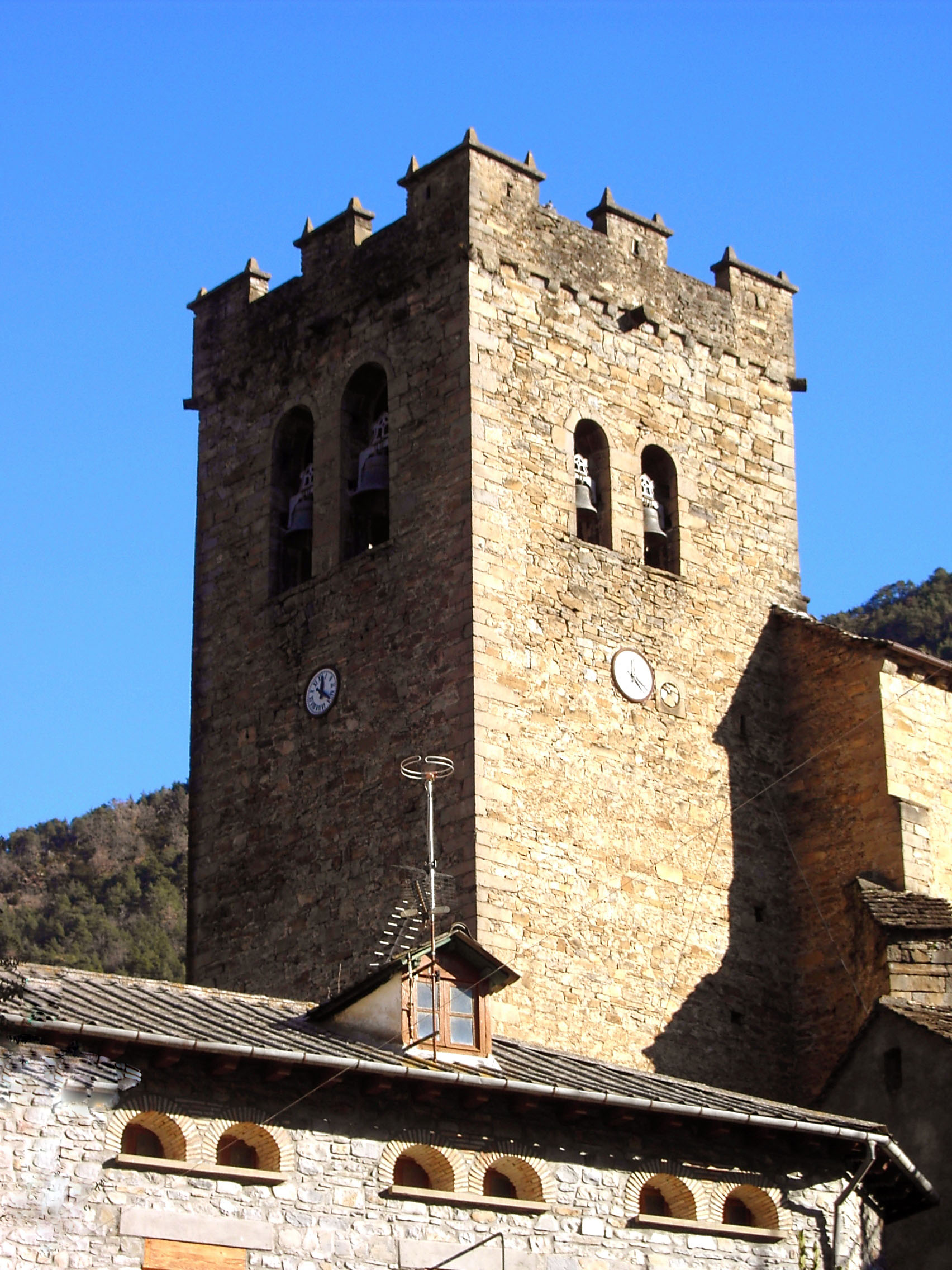
Iglesia de Broto.

## Turismo
Tabla de estimación del número de visitantes por año del Parque Nacional de Ordesa y Monte Perdido
| Año                                                         | Número de visitantes |
| ----------------------------------------------------------- | -------------------- |
| 1996                                                        | 624 503              |
| 1997                                                        | 601 500              |
| 1998                                                        | 603 004              |
| 1999                                                        | 624 263              |
| 2000                                                        | 635 876              |
| 2001                                                        | 657 045              |
| 2002                                                        | 622 014              |
| 2003                                                        | 619 700              |
| 2004                                                        | 582 800              |
| 2005                                                        | 592 100              |
| 2006                                                        | 616 700              |
| 2007                                                        | 617 950              |
| 2008                                                        | 616 600              |
| 2009                                                        | 617 500              |
| 2010                                                        | 614 059              |
| 2011                                                        | 612 500              |
| 2012                                                        | 607 450              |
| 2013                                                        | 589 400              |
| 2014                                                        | 590,050              |
| 2015                                                        | 598 950              |
| 2016                                                        | 608 950              |
| 2017                                                        | 566 950              |
| 2018                                                        | 578 850              |
| 2019                                                        | 589 450              |
| Datos extraídos del Ministerio para la transición ecológica |                      |

## Otras figuras de protección
La reserva natural cuenta además con otras figuras de protección:
- Reserva de la Biosfera: Ordesa-Viñamala
- Patrimonio Mundial de la UNESCO
- LIC: Ordesa y Monte Perdido
- ZEPA: Ordesa y Monte Perdido

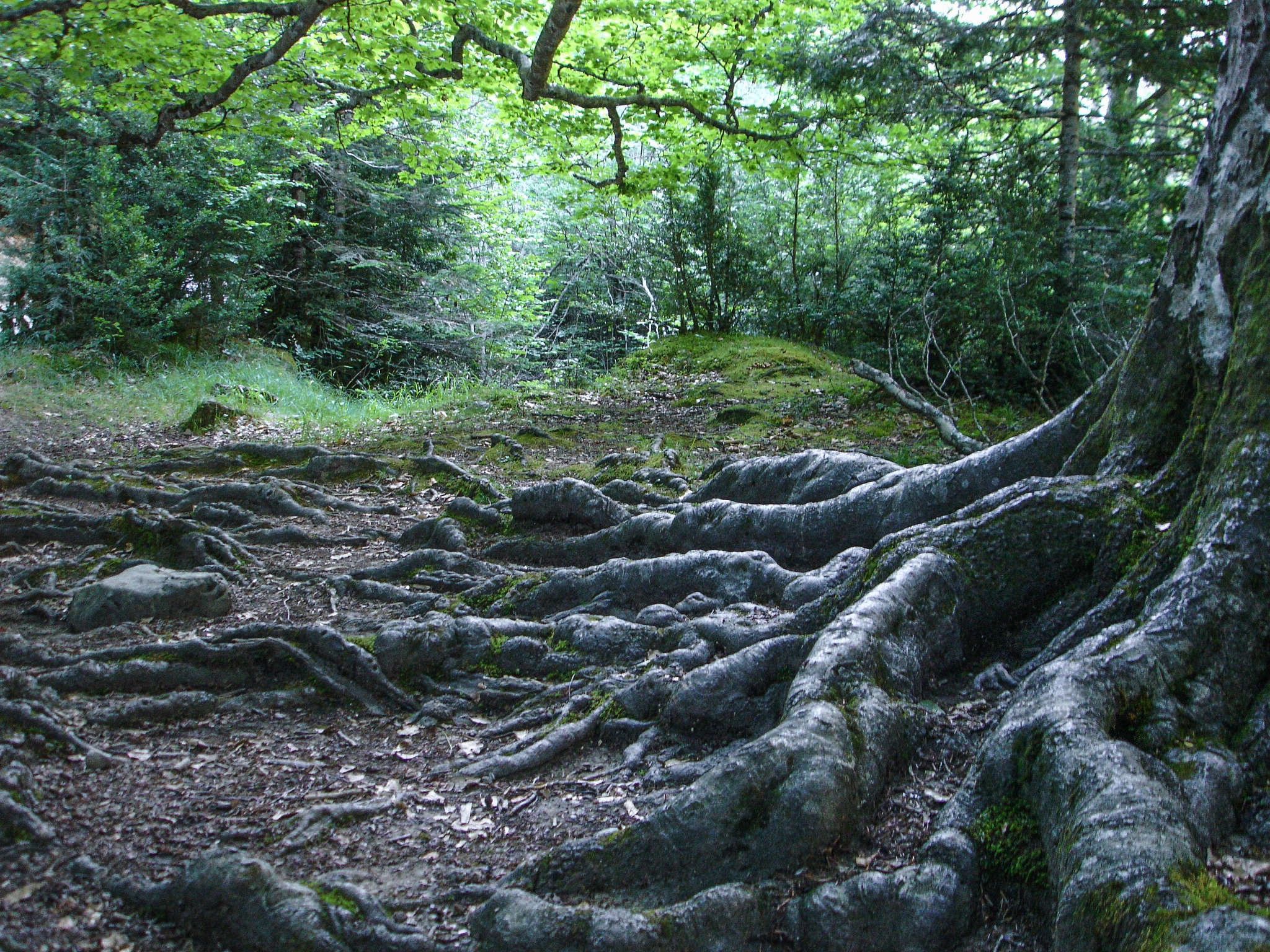
Bosque.
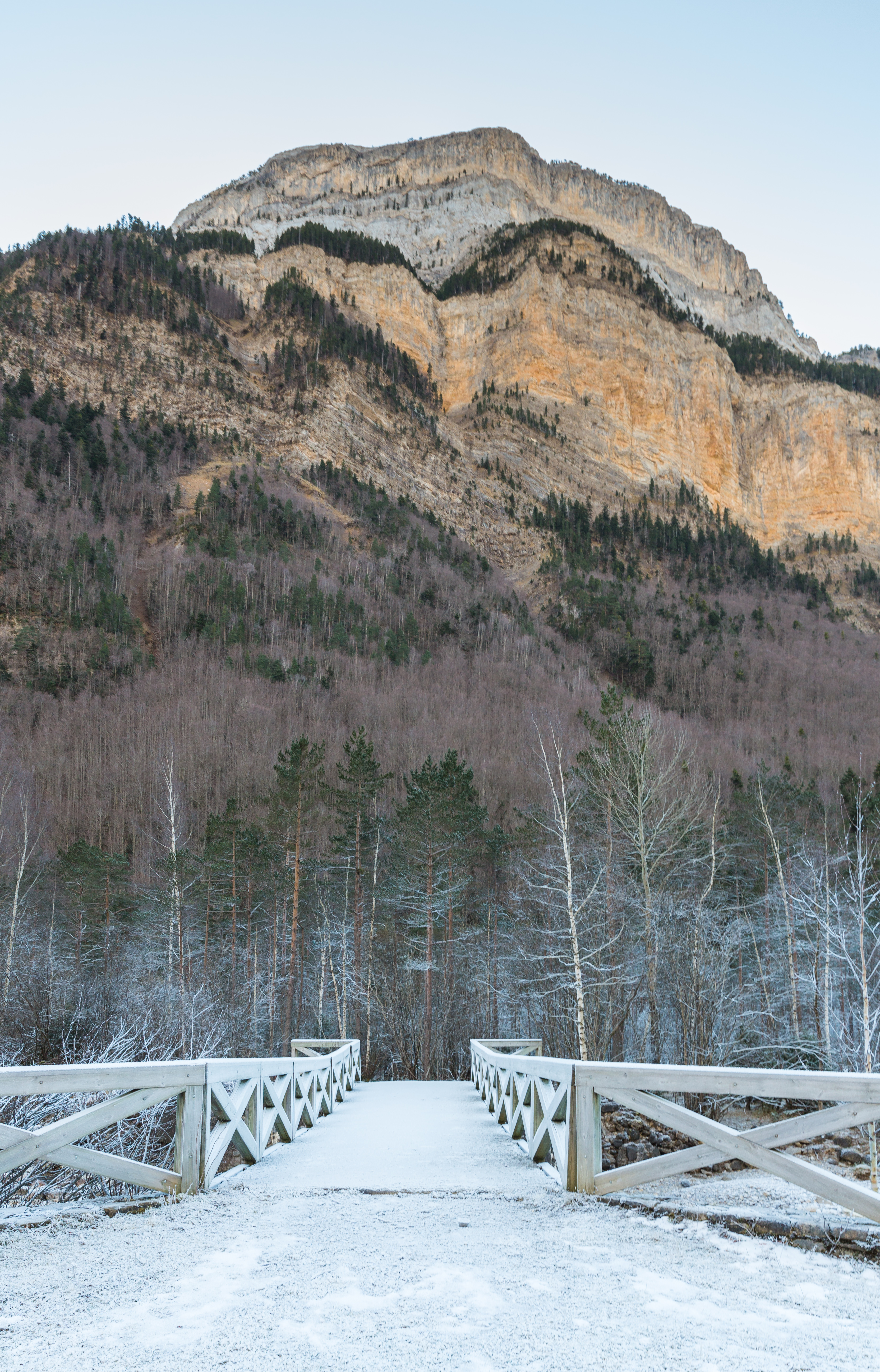
Invierno.
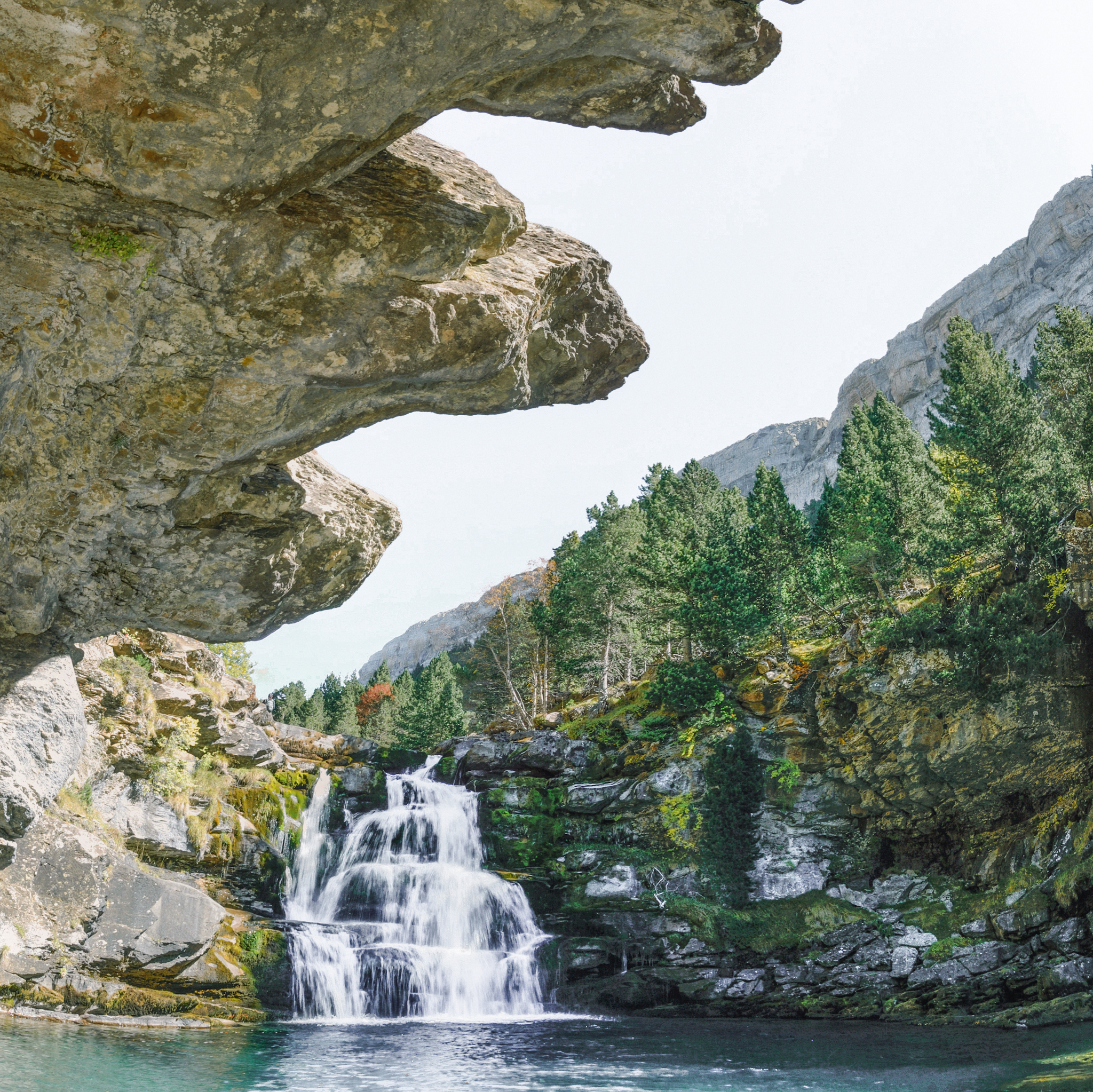
Río Arazas.
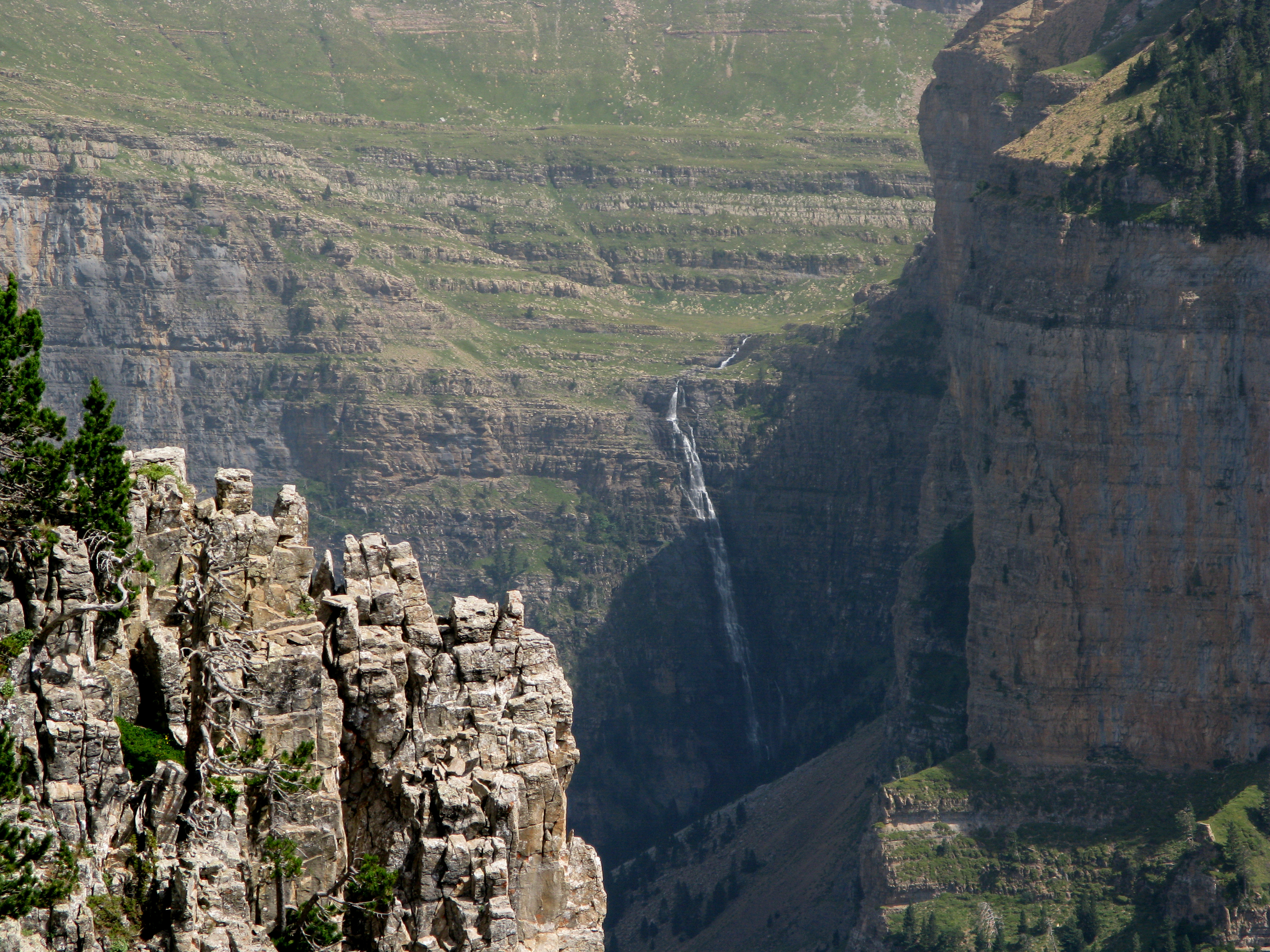
Cascada.
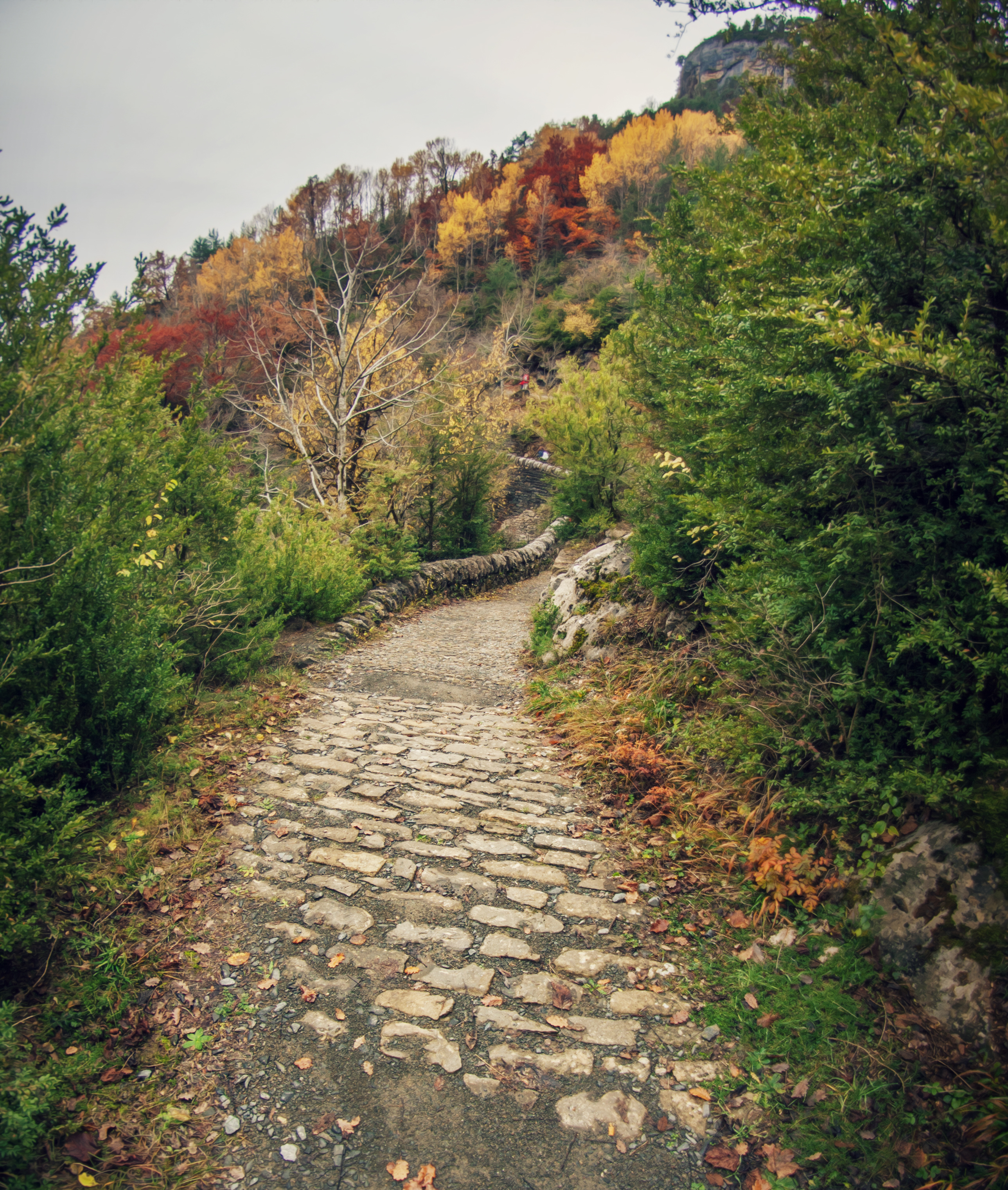
Camino empedrado.
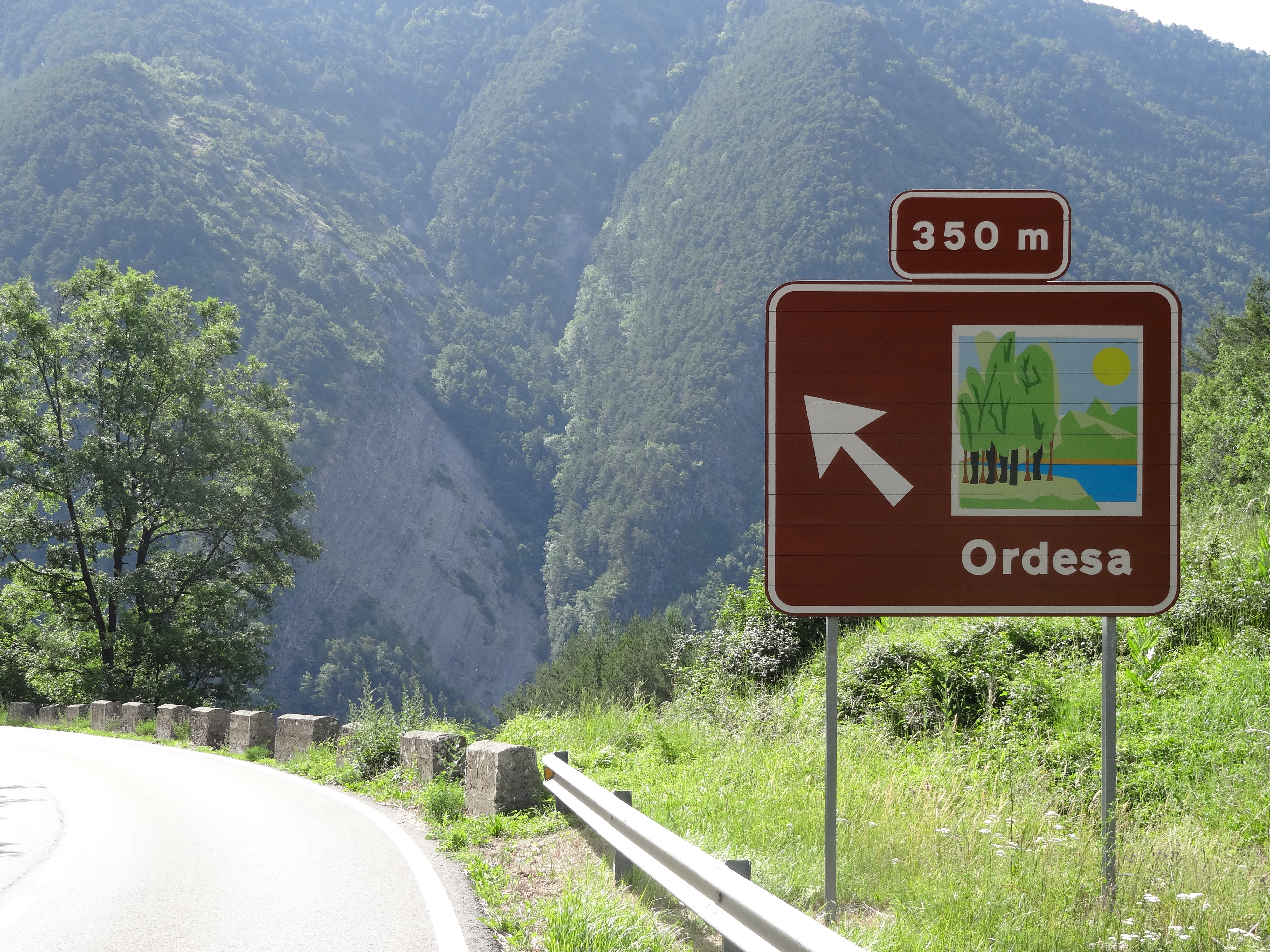
Señal de acceso.